# Martín Veiga Alonso
Martín Veiga Alonso (Noya, La Coruña, 1970) es un poeta, traductor y crítico literario español en lengua gallega.

## Biografía
Es licenciado en Filología gallego-portuguesa por la Universidad de Santiago de Compostela. Es doctor en Estudios Hispánicos por la Universidad de Cork (Irlanda).
Es colaborador en prensa, revistas literarias y libros colectivos con ensayos, artículos, poemas, traducciones al gallego de autores de lengua inglesa y traducciones al inglés de poemas gallegos. Fue lector de gallego en "Irish Centre for Galician Studies" del Departamento de Estudios Hispánicos de la Universidad de Cork, y en la actualidad es profesor de lengua española y director del centro de "Creative Writing" (escritura creativa) en esa misma universidad.
Como poeta, ha participado en numerosos recitales, ha colaborado en las revistas Ólisbos, Eis, Lúa Nova, Dorna; Southword, SERTA, Madrygal y ha publicado los librosTempo van de porcelana (Concejo de Noya, 1990), As últimas ruínas (Espiral Maior, 1994), Ollos de ámbar (2005) e Fundaxes (Espiral Maior, 2006).
Ha recibido diversos premios literarios: Domingo Antonio de Andrade, Rosalía de Castro, Xacobeo de Poesía, Espiral Maior, Ramón Cabanillas, Fiz Vergara Vilariño e Esquio (2005).
Su obra está incluida en antologías como Para saír do século. Nova proposta poética (Xerais, 1997); Poesía Ultimísima (Libertarias/Prodhufi, 1997); Muestra de la joven poesía gallega en La flama en el espejo (Praxis, 1997); A poesía contemporánea a partir de 1975. Antoloxía (A Nosa Terra/AS-PG, 1997); Río de son e vento. Unha antoloxía da poesía galega (Xerais, 1999); Milenio. Ultimísima poesía española (Celeste/Sial, 2000).
Como crítico ha preparado la edición anotada Cantos caucanos, de Antón Avilés de Taramancos, y la edición de Raiceiras e vento. A obra poética de Antón Avilés de Taramancos. Y es también autor de la biografía de Antón Avilés de Taramancos. Su tesis doctoral estuvo centrada en la obra de Avilés de Taramancos.

## Obras

### Poesía
- Tempo van de porcelana, 1990.

- As últimas ruínas, 1994.

- Ollos de ámbar, 2005.

- Fundaxes, 2006.

### Ensayo
- Raiceiras e vento. A obra poética de Antón Avilés de Taramancos, 2003.

- Antón Avilés de Taramancos, 2003.

### Investigación
- A obra literaria de Anton Aviles de Taramancos: un estudo critico, 2007 (Tesis doctoral)